# Jean-Antoine David
Jean-Antoine David (* 9. November 1767 in Arbois; † 14. September 1799 bei Alkmaar) war ein französischer Général de brigade der Kavallerie. 

## Leben
David war der Sohn von Claude-François David und Agnès Saillard. Begeistert von den Idealen der Revolution meldete sich David am 22. November 1781 freiwillig zur Armee. Er nahm an den Revolutionskriegen teil und konnte sich durch Tapferkeit auszeichnen. 
Unter General Charles-François Dumouriez kämpfte er bei Jemappes (6. November 1792). Nach weiteren Beförderungen wechselte David zur Armée du Nord. Später war David im Stab von General Luc Siméon Auguste Dagobert tätig. 
1796 meldete sich David freiwillig zu Napoleons Italienfeldzug und nahm u. a. an der Belagerung von Mantua teil. 
Als General führte David seine Truppen in die Schlachten vor Trebbia (17./19. Juni 1799), vor Novi (25. August 1799) und unter Führung von General Guillaume-Marie-Anne Brune nahm er an den Kämpfen in der batavischen Republik teil; u. a. an der Schlacht bei Alkmaar. Dort wurde er sehr schwer verwundet und erlag am 14. September 1799 seinen Verletzungen. General Charles Ambroise Dardenne verfasste am 5. Oktober 1799 einen Nachruf.

## Ehrungen
- Sein Name findet sich am nördlichen Pfeiler (7. Spalte) des Triumphbogens am Place Charles-de-Gaulle (Paris).